# Bogserbåten Anny
Bogserbåten Anny är en bogserbåt stationerad i Västerås sedan 2017.
Anny byggdes 1908 i Arnhem i Holland. Hon var då försedd med en ångmaskin på 360 hk. Hon beslagtogs av de allierade efter första världskriget som krigsskadeersättning och gick sedan med belgisk flagg under namnet Escaut II. Hon bombades och sänktes under andra världskriget i floden Rhen. Vraket bärgades 1947, försågs i Holland med ny maskin och döptes till Anny. Hon kom till Sverige 1951 och gick till Kalix, och såldes sedan till Husum 1956.
I slutet av 1960-talet ersattes motorn av en 1200 hk Hedemora V12:a. Fartyget renoverades och byggdes om med ny färgsättning i Holmsund år 2000 av Hans Åke Säfström med firma Adams reklam i Lögdeå. Från 2004 blev hemmahamnen Stockholm med nya ägare Micteam AB. Anny genomgick bottenöversyn på Tenö varv. Våren 2017 fick fartyget ny ägare och tullhuskajen i Västerås blev ny hemmahamn. 